# 범 (경조윤)
범(范, ? ~ ?)은 전한 후기의 관료로, 대군 사람이다. '범'은 이름자로, 성씨는 알 수 없다.

## 행적
초원 2년(기원전 47), 경조윤에 임명되었다.

## 출전
- 반고, 《한서》권19하 백관공경표(百官公卿表) 下

| 전임 진수 | 전한의 경조윤 기원전 47년 ~ 기원전 45년? | 후임 성 |